# Kurt Roland Hamrin
Kurt Roland Hamrin (suec: Kurt Hamrin)  (Estocolm, 19 de novembre de 1934 - Florència, 4 de febrer de 2024) va ser un futbolista suec dels anys 1950 i 1960. És considerat com un dels millors futbolistes suecs de tots els temps, així com un dels millors jugadors de l'ACF Fiorentina.
Després de jugar a Suècia a l'AIK Fotboll marxà a Itàlia on l'any 1956 fitxà per la Juventus FC. Més tard jugà al Padova i a l'ACF Fiorentina. Al club florentí jugà 289 partits de Serie A, marcà 150 gols i guanyà dues copes els anys 1961 i 1966. Fitxà per l'AC Milan el 1967 on guanyà la lliga el 1968, la Recopa d'Europa del mateix any i la Copa d'Europa de 1969. Finalment jugà al Nàpols, abans de retornar a Suècia. Amb 190 gols és un dels màxims golejadors en la història de la Serie A.
Jugà 32 partits amb la selecció sueca, en els quals marcà 17 gols. Va ser membre de l'equip suec que va arribar a la final del Mundial de 1958.

## Palmarès
- Lliga italiana de futbol: 1968 (AC Milan)
- Copa italiana de futbol: 1961, 1966 (ACF Fiorentina)
- Copa d'Europa de futbol: 1969 (AC Milan)
- Recopa d'Europa de futbol: 1961 (ACF Fiorentina), 1968 (AC Milan)
- Copa Mitropa: 1966 (ACF Fiorentina)